# The 10 Year Limited Edition Anniversary Box Set
The 10 Year Limited Edition Anniversary Box Set è un boxset del gruppo inglese dei Blur, pubblicato nel 1999.
Contiene 22 CD, ciascuno dei quali corrisponde a un singolo e alle corrispondenti B-sides.

## Tracce
CD 1
1. "She's So High (Edit)" – 3:49
2. "I Know" – 3:31
3. "Down" – 5:56
4. "Sing" – 6:00
5. "I Know (Extended Version)" – 6:29

CD 2
1. "There's No Other Way" – 3:14
2. "Inertia" – 3:51
3. "Mr Briggs" – 3:59
4. "I'm All Over" – 2:00
5. "There's No Other Way (The Blur Remix)" – 5:04
6. "Won't Do It" – 3:19
7. "Day upon Day (Live)" – 4:01
8. "There's No Other Way (Extended Version)" – 4:04

CD 3
1. "Bang" – 3:34
2. "Explain" – 2:44
3. "Luminous" – 3:13
4. "Berserk" – 6:52
5. "Bang (Extended Version)" – 4:27
6. "Uncle Love" – 2:30

CD 4
1. "Popscene" – 3:12
2. "Mace" – 3:24
3. "Badgeman Brown" – 4:47
4. "I'm Fine" – 3:01
5. "Garden Central" – 5:58

CD 5
1. "For Tomorrow (Single Version)" – 4:20
2. "Into Another" – 3:54
3. "Hanging Over" – 4:27
4. "Peach" – 3:57
5. "Bone Bag" – 4:03
6. "When The Cows Come Home" – 3:49
7. "Beachcoma" – 3:37
8. "For Tomorrow (Acoustic Version)" – 4:41
9. "For Tomorrow (Visit To Primrose Hill Extended)" – 6:00

CD 6
1. "Chemical World (Single Edit)" – 3:54
2. "Young & Lovely" – 5:04
3. "Es Schmecht" – 3:38
4. "My Ark" – 5:58
5. "Maggie May" – 4:05
6. "Chemical World (Reworked)" – 3:46
7. "Never Clever (Live)" – 2:28
8. "Pressure on Julian (Live)" – 5:00
9. "Come Together (Live)" – 3:30

CD 7
1. "Sunday Sunday" – 2:37
2. "Dizzy" – 3:24
3. "Fried" – 2:34
4. "Shimmer" – 4:40
5. "Long Legged" – 2:23
6. "Mixed Up" – 3:01
7. "Tell Me Tell Me" – 3:37
8. "Daisy Bell (A Bicycle Made For Two)" – 2:48
9. "Let's All Go Down The Strand" – 3:42

CD 8
1. "Girls & Boys (Edit)" – 4:20
2. "Magpie" – 4:15
3. "Anniversary Waltz" – 1:23
4. "People in Europe" – 3:28
5. "Peter Panic" – 4:22

CD 9
1. "To the End (Edit)" – 3:52
2. "Girls & Boys" (Pet Shop Boys 7" Mix)" – 4:04
3. "Girls & Boys" (Pet Shop Boys 12" Mix)" – 7:16
4. "Threadneedle Street" – 3:19
5. "Got Yer!" – 1:48

CD 10
1. "Parklife feat. Phil Daniels" – 3:06
2. "Beard" – 1:46
3. "To The End (French Version)" – 4:06
4. "Supa Shoppa" – 3:02
5. "Theme From An Imaginary Film" – 3:35

CD 11
1. "End of a Century" – 2:47
2. "Rednecks" – 3:04
3. "Alex's Song" – 2:42

CD 12
1. "Country House" – 3:58
2. "One Born Every Minute" – 2:18
3. "To The End (La Comedie) feat. Françoise Hardy" – 5:06
4. "Country House (Live)" – 5:01
5. "Girls & Boys (Live)" – 5:08
6. "Parklife (Live)" – 4:13
7. "For Tomorrow (Live)" – 7:35

CD 13
1. "The Universal" – 4:00
2. "Ultranol" – 2:42
3. "No Monsters in Me" – 3:38
4. "Entertain Me (The Live It! Remix)" – 7:19
5. "The Universal (Live at the BBC)" – 4:11
6. "Mr Robinson's Quango (Live at the BBC)" – 4:17
7. "It Could Be You (Live at the BBC)" – 3:17
8. "Stereotypes (Live at the BBC)" – 3:12

CD 14
1. "Stereotypes" – 3:11
2. "The Man Who Left Himself" – 3:21
3. "Tame" – 4:47
4. "Ludwig" – 2:24

CD 15
1. "Charmless Man" – 3:33
2. "The Horrors" – 3:18
3. "A Song" – 1:44
4. "St. Louis" – 3:12

CD 16
1. "Beetlebum" – 5:05
2. "All Your Life" – 4:11
3. "A Spell For Money" – 3:31
4. "Beetlebum (Mario Caldato Jr. Mix)" – 5:04
5. "Woodpigeon Song" – 1:41
6. "Dancehall" – 3:11

CD 17
1. "Song 2" – 2:02
2. "Bustin' + Dronin'" – 6:13
3. "Country Sad Ballad Man (Live Acoustic Version)" – 4:59
4. "Get Out of Cities" – 4:02
5. "Polished Stone" – 2:42

CD 18
1. "On Your Own" – 4:27
2. "Chinese Bombs (Live at Peel Acres)" – 1:14
3. "Movin' On (Live at Peel Acres)" – 3:20
4. "M.O.R. (Live at Peel Acres)" – 2:59
5. "Popscene (Live at Peel Acres)" – 3:04
6. "Song 2 (Live at Peel Acres)" – 1:50
7. "On Your Own" (Live at Peel Acres)" – 4:46

CD 19
1. "M.O.R. (Road Version)" – 3:14
2. "Swallows in the Heatwave" – 2:33
3. "Movin' On (William Orbit Remix)" – 8:00
4. "Beetlebum (Moby's Minimal House Mix)" – 6:16

CD 20
1. "Tender" – 7:41
2. "All We Want" – 4:33
3. "Mellow Jam" – 3:55
4. "French Song" – 8:19
5. "Song 2" – 2:02

CD 21
1. "Coffee & TV (Radio Edit)" – 5:19
2. "Trade Stylee (Alex's Bugman Remix)" – 5:59
3. "Metal Hip Slop (Graham's Bugman Remix)" – 4:27
4. "X"-Offender (Damon/Control Freak's Bugman Remix)" – 5:42
5. "Coyote (Dave's Bugman Remix)" – 3:48

CD 22
1. "No Distance Left to Run" – 3:28
2. "Tender (Cornelius Remix)" – 5:23